# Бета Овна
Beta Arietis, Бета Овна, Шератан (β Ari / β Arietis) — вторая по яркости звезда в созвездии Овна, это второй (северный) рог «Овна».
Она также имеет традиционное название Шератан (Sharatan, Sheratan, Sheratim, Al Sharatan) и обозначение по системе Флемстида — 6 Овна. Бета Овна является двойной звездой.
Al Sharatan означает «два знака», ссылка на то, что эта звезда, отмечала весеннее равноденствие вместе со своим бинарным партнёром Гамма Овна несколько тысяч лет назад.
Видимая звёздная величина: +2.66. Её Спектральный класс — A5V (белая звезда главной последовательности). Она расположена на расстоянии 59,6 световых лет от Земли.
Эта звезда является спектроскопической двойной звездой. Её компаньон вращается с периодом 107 дней с необычно большим эксцентриситетом орбиты 0.88. Основываясь на оценках массы, можно предположить, что компаньон, скорее всего, является звездой спектрального класса G.